# I Love Hong Kong
Pour plus de détails, voir Fiche technique et Distribution.
I Love Hong Kong (我愛HK開心萬歲, Ngo oi Heung Gong: Hoi sum man seoi ») est une comédie hongkongaise réalisée par Eric Tsang et Chung Shu-kai et sortie en 2011 en Asie. C'est le premier volet de la trilogie des I Love Hong Kong, ses suites sont I Love Hong Kong 2012 et I Love Hong Kong 2013.

## Synopsis
Ng Shun (Tony Leung Ka-fai) et sa nombreuse famille se rendent à la lecture du testament d'un escroc devenu magnat de l'immobilier, à la veille du Nouvel An chinois, afin de récupérer les 100 millions HK$ qu'il leur avait promis en guise de compensation pour les avoir escroqués dans le passé.

## Fiche technique
- Titre original : 我愛HK開心萬歲
- Titre international : I Love Hong Kong
- Réalisation : Eric Tsang et Chung Shu-kai
- Scénario : Wong Yeung-tat (en) et Heiward Mak (en)
- Production : Eric Tsang
- Société de production : Shaw Brothers, Television Broadcasts Limited, Mei Ah Entertainment (en) et Sil-Metropole Organisation
- Société de distribution : Intercontinental Film Distributors (HK)
- Pays d'origine :  Hong Kong
- Langue originale : cantonais
- Format : couleur
- Genre : comédie
- Durée : 100 minutes
- Dates de sortie :
  - Chine : 31 janvier 2011
  - Singapour : 2 février 2011
  - Hong Kong et Malaisie : 3 février 2011

## Distribution

### Famille Ng
| Acteur                 | Rôle          | Description |
| ---------------------- | ------------- | --- |
| Stanley Fung           | Ng Tung 吳通  | le père de Ng Shun |
| Tony Leung Ka-fai      | Ng Shun 吳順  | le mari de Shun So le fils de Ng Tung le père de Ng Ming, Ng Chi et Ng King l'ami de Dragon Cheng                                                                   |
| Bosco Wong (jeune)     | Ng Shun 吳順  | le mari de Shun So le fils de Ng Tung le père de Ng Ming, Ng Chi et Ng King l'ami de Dragon Cheng                                                                   |
| Sandra Ng              | Shun So 順 嫂 | la femme de Ng Shun la mère de Ng Ming, Ng Chi et Ng King |
| Aarif Rahman           | Ng Ming 吳明  | le fils de Ng Shun et Shun So le frère aîné de Ng Chi et Ng King le petit ami de Lee Kei employé du Département de l'hygiène alimentaire et de l'environnement (en) |
| Mag Lam (林欣彤)       | Ng Chi 吳芝   | la fille de Ng Shun et Shun So la petite sœur de Ng Ming la grande sœur de Ng King                                                                                  |
| Chan Wing Lam (陳穎嵐) | Ng King 吳京  | la fille de Ng Shun et Shun So la petite sœur de Ng Ming et Ng Chi                                                                                                  |

### Autres
| Acteur                  | Rôle                 | Description                                                           |
| ----------------------- | -------------------- | --------------------------------------------------------------------- |
| Eric Tsang              | Dragon Cheng 鄭瑞龍  | l'ami de Ng Shun                                                      |
| Wong Cho-lam (jeune)    | Dragon Cheng 鄭瑞龍  | l'ami de Ng Shun                                                      |
| Anita Yuen              | So Ching 素貞        | le médecin le premier amour de Ng Shun la rivale amoureuse de Shun So |
| Jess Shum (jeune)       | So Ching 素貞        | le médecin le premier amour de Ng Shun la rivale amoureuse de Shun So |
| Fala Chen               | Lee Kei (Nikki) 李琪 | la fille de Wu Ma la petite amie de Ng Ming la prof d'anglais         |
| Wu Ma                   | 李滷味               | le père de Fala Chen marchand ambulant                                |
| Liu Kai-chi (jeune)     | 李滷味               | le père de Fala Chen marchand ambulant                                |
| Luk Wing-kuen (陸永權)  | 葉謝鄧               | l'ami de Ng Chi                                                       |
| Yu Mo-lin (余慕蓮)      |                      | marchande ambulante                                                   |
| Wayne Lai               | Wayne Lai 黎耀祥     | l'acteur jouant Lau Sing                                              |
| Louis Yuen              |                      |                                                                       |
| Johnson Lee             |                      |                                                                       |
| Terrence Chui (小肥)    |                      |                                                                       |
| Maggie Cheung Ho-yee    | Sheren Tang 鄧萃雯   | l’actrice jouant Cheng Kau-mui                                        |
| Raymond Wong Ho-yin     |                      |                                                                       |
| Mak Cheung-ching        |                      |                                                                       |
| King Kong (金剛         |                      |                                                                       |
| Felix Wong              |                      |                                                                       |
| Michael Tse             |                      |                                                                       |
| Michael Miu             | Frère Trois 三哥     | le chef de la triade                                                  |
| Patrick Tam             |                      | employé du Département de l'hygiène alimentaire et de l'environnement |
| Kate Tsui               |                      |                                                                       |
| Joyce Cheng             |                      |                                                                       |
| Ron Ng                  |                      | employé du Département de l'hygiène alimentaire et de l'environnement |
| Lai Lok-yi              |                      |                                                                       |
| JJ Jia (賈曉晨          |                      |                                                                       |
| Stefan Wong             |                      |                                                                       |
| Ram Chiang (蔣志光)     |                      |                                                                       |
| Ngo Ka-nin              |                      |                                                                       |
| Christine Kuo           |                      | la femme de ménage                                                    |
| Koni Lui                |                      | personnel de promotion du salon de beauté                             |
| Jeanette Leung (梁政珏) |                      | personnel de promotion du salon de beauté                             |
| Hui Wing (許穎)         |                      |                                                                       |
| To Kong (杜港)          |                      | employé du Département de l'hygiène alimentaire et de l'environnement |
| Nathan Ngai (魏焌皓)    |                      | employé du Département de l'hygiène alimentaire et de l'environnement |
| Joey Law (羅天宇)       |                      | employé du Département de l'hygiène alimentaire et de l'environnement |
| Kim Li (李偉健)         |                      | employé du Département de l'hygiène alimentaire et de l'environnement |
| Cheng Wing-him (鄭詠謙) |                      | employé du Département de l'hygiène alimentaire et de l'environnement |
| Wong Chi-tik (王致迪)   |                      | employé du Département de l'hygiène alimentaire et de l'environnement |
| Billy Kong              |                      | employé du Département de l'hygiène alimentaire et de l'environnement |
| Fong Siu-chung (方紹聰) |                      | employé du Département de l'hygiène alimentaire et de l'environnement |
| Lee Sin-hang (李善恆)   |                      | employé du Département de l'hygiène alimentaire et de l'environnement |
| Jim Tang                |                      |                                                                       |
| Vincent Wong            |                      |                                                                       |
| Oscar Leung (梁烈唯)    |                      |                                                                       |
| Suki Lee (李彩寧)       |                      |                                                                       |
| Michelle Lo (盧覓雪)    |                      |                                                                       |
| Kiki Sheung             |                      |                                                                       |
| Hui Shiu-hung           |                      |                                                                       |
| Tang Ying-man (鄧英敏)  |                      |                                                                       |
| Lam Suet                |                      |                                                                       |
| Chan Tik Hak (陳狄克)   |                      |                                                                       |
| Tenky Tin (田啟文)      |                      |                                                                       |
| Bobby Yip (八兩金)      |                      |                                                                       |
| Natalie Tong            |                      | l'animateur radio                                                     |
| Wyman Wong              |                      | le présentateur TV                                                    |
| Alex Fong               |                      | l’entraîneur de football                                              |
| GEM                     |                      | étudiant                                                              |
| Nancy Sit               |                      |                                                                       |
| Carol Cheng             |                      | maître des cérémonies                                                 |
| James Ng (吳業坤)       |                      |                                                                       |
| Cilla Lok (樂瞳)        |                      |                                                                       |